# Mateba MT1
La Mateba MT1 è una pistola semiautomatica, la prima progettata dall'italiano Emilio Ghisoni e la prima ad essere prodotta dalla Mateba Firearms dal 1977 al 1980. Carica proiettili .22 Long Rifle in un caricatore estraibile da 5 colpi. In effetti nel caricatore si possono inserire 6 colpi anche se è stato progettato per contenerne solo 5.
Questa pesa 1028 g con il caricatore inserito scarico, essendo una pistola da competizione è particolarmente grande e larga pur essendo una pistola di piccolo calibro.
La canna è lunga 127 mm.
Il caricatore è posto davanti al grilletto in modo da poter montare un'impugnatura ergonomica studiata per tenerla senza problemi con una mano sola.
La leva per rimuovere il caticatore è situata tra il caricatore e il grilletto e sporge sul lato sinistro dell'arma. Il caricatore non viene espulso dall'arma ma deve essere estratto a mano.
Sul lato destro è montata la leva per sbloccare il carrello che si blocca automaticamente in posizione completamente arretrata quando il caricatore è scarico. L'arma funziona solo in singola azione tuttavia è presente una sicura azionata con una manopolina sul lato destro che blocca la corsa del cane.